# Алто Параизо (Рондония)
Алто Параизо (на португалски: Alto Paraíso, произнася се по-близко до Алту Параизу) е град — община в централната част на бразилския щат Рондония. Общината е част от икономико-статистическия микрорегион Арикемис, мезорегион Източна Рондония. Населението на общината към 2010 г. е 17 144 души, а територията е 2651.818 km2 (6,46 д./km²).

## История
Градът е създаден като помощна база (NUAR – Núcleo Urbano de Apoio Rural) към Проекта за настаняване „Марешал Дутра“. Името се смята че произлиза от пейзажа който се открива на първите жители при пристигането им тук. Мястото тогава им дава впечатление за обещания „рай“. Оттук и името Алто Параизо — в превод, „рай на високо място“ или „горни рай“.
Градът е познат като Столицата на Жерико (от порт. Jerico – вид джипове), поради големия им брой тук. Всяка година се провеждат традиционни състезания с този вид превозно средство.

## География
Според преброяването на населението проведено през 2010, жителите на общината възлизат на 17 144 души. Намира се на 09º42'47" ю.ш. и на 63º19'15" з.д..
Граничи с общините Кандеяс до Жамари, Арикемис, Рио Креспо и с щатската столица Порто Вельо.

## Икономика
Икономическите дейности на общината се основават на продукцията на кафе, животновъдството и дърводобивната индустрия.
Има около 1200 km селски пътища, а до града се достига по щатския път RO-459, изцяло асфалтиран и свързващ общината с междущатския BR-364.